# Брянцев, Дмитрий Александрович
Дми́трий Алекса́ндрович Бря́нцев (18 февраля 1947, Ленинград, — 29 июня 2004, Прага?) — артист балета, хореограф и сценарист, балетмейстер Ленинградского театра оперы и балета имени Кирова в 1981—1985 годах, главный балетмейстер Московского музыкального театра имени К. С. Станиславского и В. И. Немировича-Данченко в 1985—2004 годах. Заслуженный деятель искусств РСФСР (1983), народный артист РСФСР (1989), лауреат премии «Золотая маска» (1996).

## Биография
Дмитрий Брянцев родился в Ленинграде; отец — Александр Александрович Брянцев, мать — Таисия Георгиевна Брянцева.
В 1957 году поступил в Ленинградское хореографическое училище, которое окончил в 1966 году по классу педагога Николая Зубковского. Был принят в создаваемый в Москве Игорем Моисеевым и Ириной Тихомирновой концертный хореографический ансамбль «Молодой балет», был его солистом в 1966—1977 годах. Там же осуществил постановку своих первых балетных миниатюр. В 1968 году поступил на балетмейстерское отделение Института театрального искусства. В 1976 году стал лауреатом Всесоюзного конкурса балетмейстеров. В 1977 году окончил институт, получив диплом режиссёра-балетмейстера.
Известность Брянцеву принесли созданные в содружестве с режиссёром Александром Белинским и композитором  Тимуром Коганом телевизионные фильмы-балеты с участием прима-балерины Большого театра Екатерины Максимовой: «Галатея» по пьесе Бернарда Шоу «Пигмалион» (1977) и «Старое танго» (1979). Здесь он заявил о себе как о хореографе комедийного плана, создающем яркие пластические портреты персонажей и тонко чувствующем жанр и стилистику телебалета.

«После показа „Галатеи“ по первому каналу ЦТ, Александр Аркадьевич сказал мне: „Ты вчера заснул никем, а сегодня проснулся знаменитым!“ Я, зная любовь Белинского ко всевозможным преувеличениям, ему тогда, конечно, не поверил и вообще, по молодости, плохо понял, что произошло. Чтобы оценить истинную популярность „Галатеи“, требовалось время: шлейф этого успеха тянется за мной до сих пор…»— Дмитрий Брянцев
В 1977—1981 годах Брянцев осуществлял постановки в различных труппах: в Ленинграде, в Театре оперы и балета имени Кирова и в ансамбле «Хореографические миниатюры», в Москве в Театре оперетты, в концертном ансамбле «Классический балет», в Большом театре. Его первая постановка крупной формы, балет Тихона Хренникова «Гусарская баллада» (1979, Ленинградский театр оперы и балета), продолжила комедийную тематику телевизионных работ.
В 1981 году Брянцев был принят в Союз театральных деятелей СССР. С 1981 по 1985 год работал балетмейстером в Ленинградском театре оперы и балета. 25 февраля 1985 года становится главным балетмейстером Московского музыкального театра имени Станиславского и Немировича-Данченко.
В 1980—1990-х годах Дмитрий Брянцев вместе с режиссёром Олегом Рясковым создал более 20 телевизионных экранизаций своих театральных постановок — первой из них стала экранизация балета «Конёк-Горбунок» в 1985 году.
С 1986 года преподавал на балетмейстерском факультете ГИТИСа (с 1994 года — доцент). В 1994 году также стал главным балетмейстером Санкт-Петербургского театра камерного балета, организованного в том же году Олегом Виноградовым. Для этой труппы в 1995 году создал наиболее утончённую свою постановку — балет «Призрачный бал» на музыку Шопена, за который получил театральную премию «Золотая маска». В 1996 году стал членом ISPA.

### Гибель

Могила Брянцева на Троекуровском кладбище Москвы.

25 июня 2004 года Дмитрий Брянцев вылетел в Прагу, где планировал пробыть пять дней. О цели его поездки никто не знал, с собой у него была крупная сумма денег — вероятно, в Чехии у него были дела, связанные с бизнесом. 30 июня, как было запланировано, руководство театра отправило в аэропорт «Шереметьево» служебный автомобиль — однако Брянцев в Москву не прилетел. В тот же день о его исчезновении были оповещены российское посольство в Праге и чешская полиция. В Чехии Дмитрий Брянцев был объявлен в национальный розыск. В гостиничном номере, где он жил, был обнаружен его отключённый мобильный телефон.
Три года спустя, 1 июня 2007 года в лесу близ населённого пункта Будчевеc в Чехии случайно было обнаружено захоронение. ДНК-тест подтвердил, что останки принадлежат Дмитрию Брянцеву. По подозрению в убийстве были арестованы партнёр Дмитрия Брянцева по бизнесу гражданин России Дмитрий Никитин и его сообщник, чех Ярослав Рос. 7 декабря 2007 года было предъявлено официальное обвинение, год спустя, 3 декабря 2008 года, Никитин был признан виновным и приговорён к 12 годам лишения свободы.
По завершении юридических формальностей 29 января 2008 года прах Дмитрия Брянцева был доставлен на родину. В МАМТ состоялось прощание. Похороны прошли 4 февраля на Троекуровском кладбище Москвы.

## Творчество
Для Дмитрия Брянцева были характерны самостоятельность художественного мышления, богатая хореографическая фантазия, широкий жанровый диапазон: от трагедии до комедии, от балетной миниатюры до многоактного спектакля, от стилизации старинного классического танца до остросовременной пластики. Балетмейстер стремился к тематическому разнообразию, предпочитая насыщенный действием сюжетный балет. Стараясь идти в ногу со временем, он обогащал лексику классического танца элементами свободной пластики, бытового и эстрадного танца, фольклора. В советское время наиболее значительной его работой считался балет «Оптимистическая трагедия» (1985), развивающий тему внутренней борьбы героини-комиссара с самой собой.

## Постановки

### В кино
- 1977 — «Галатея», телевизионный фильм-балет с участием Екатерины Максимовой и Мариса Лиепы. Сценарий и постановка Александра Белинского, музыка Фредерика Лоу в обработке Тимура Когана, хореография Дмитрия Брянцева.
- 1979 — «Старое танго», телевизионный фильм-балет с участием Екатерины Максимовой и Сергея Радченко. Сценарий и постановка Александра Белинского и Дмитрия Брянцева, композитор Тимур Коган, хореография Дмитрия Брянцева.
- 1992 — «Балет театра Станиславского», телевизионный фильм режиссера Олега Ряскова с фрагментами всех спектаклей музыкального театра им. Станиславского, которые поставил Д.Брянцев

### В театре
(*) — балет по собственному либретто
 (**) — мировая премьера произведения

#### Театр оперы и балета имени Кирова
- 29 мая 1977 — «Хореографические новеллы» на музыку Петра Чайковского, Сергея Прокофьева, Дмитрия Шостаковича, Генри Пёрселла, Франсиса Пуленка.
- 4 апреля 1979 — «Гусарская баллада»** Тихона Хренникова, совместно с Олегом Виноградовым.
- 29 апреля 1981 — «Конёк-Горбунок», двухактный балет Родиона Щедрина, либретто Василия Вайнонена и Павла Маляревского в редакции Олега Виноградова и Дмитрия Брянцева.
- 15 декабря 1982 — «Страницы прошлого»*, одноактный балет на музыку Дмитрия Шостаковича.

#### На других сценах
- 30 марта 1980, Большой театр — «Гусарская баллада» Тихона Хренникова, художественный руководитель постановки — Олег Виноградов.
- май 1982, Софийская опера — «Конёк-Горбунок» Родиона Щедрина, декорации Марины Соколовой.
- апрель 1984, труппа «Арабеск», София — «Севильские Страсти, или Браво, Фигаро!»*, одноактный балет на музыку Джоаккино Россини в свободной обработке Тимура Когана.
- 1984, труппа «Арабеск», София — «Девять танго и …Бах»*, одноактный балет на музыку Астора Пьяццолы и И. С. Баха.
- январь 1985, Римская опера — «Конёк-Горбунок» Родиона Щедрина, декорации Марины Соколовой.

#### Театр имени Станиславского и Немировича-Данченко
- 26 июля 1983 — «Конёк-Горбунок» Родиона Щедрина (экранизирован в 1985 году).
- 31 октября 1985 — «Браво, Фигаро!»*, одноактный балет на музыку Джоаккино Россини в свободной обработке Тимура Когана, художник Марина Соколова (экранизирован в 1987 году).
- 1985 — «Девять танго и …Бах»*, одноактный балет на музыку Астора Пьяццолы и И. С. Баха (экранизирован в 1986 году).
- 23 декабря 1985 — «Оптимистическая трагедия»**, двухактный балет Михаила Броннера, либретто Дмитрия Брянцева и Гедрюса Мацкявичюса по мотивам одноименной пьесы Вс. Вишневского, художник Валерий Левенталь.
- 23 марта 1987 — «Вечер современной хореографии» («Вечные игры» на музыку Клода Дебюсси в обработке И. Мотидо, «Романтический дуэт» на музыку Фредерика Шопена, «Старая фотография» на музыку Дмитрия Шостаковича, «Вокализ» на музыку Сергея Рахманинова, «Романс» на музыку Георгия Свиридова, «Трудный характер» на музыку Сергея Прокофьева, «Заклинание» на музыку Белы Бартока, «Дорога» на музыку Элтона Джона), художник по костюмам Альбина Габуева, муз. руководитель Георгий Жемчужин.
- 3 июня 1988 — «Балет… Балет… Балет…»* («Скифы» на музыку Сергея Прокофьева, «Лебединая песня» на музыку Эрнеста Шоссона, «Ковбои» на музыку Джорджа Гершвина), художник Владимир Арефьев (экранизирован в 1990 году).
- 9 апреля 1989 — «Корсар», двухактный балет на музыку Адольфа Адана, Лео Делиба, Цезаря Цуни, Риккардо Дриго и принца Ольденбургского, либретто Анри де Сен-Жоржа и Жозефа Мазилье в редакции Дмитрия Брянцева по мотивам поэмы Дж. Байрона. Художник Владимир Арефьев.
- ноябрь 1990 — «Одинокий голос человека»* на музыку Никколо Паганини, Антонио Вивальди и Китаро, художник Владимир Арефьев.
- 27 июля 1991 — «Журавли»*, одноактный балет на музыку Китаро, Дмитрия Шостаковича национальную японскую музыку, художник Сергей Бархин.
- 1994 — «Отелло» Алексея Мачавариани.
- «Саломея» на музыку Питера Гэбриэла
- «Призрачный бал» на музыку Фредерика Шопена.

#### Театр камерного балета
- 1995 — «Призрачный бал» на музыку Фредерика Шопена➤.

### Миниатюры
- 1976 — «Зарождение» на музыку Арво Пярта
- 1976 — «Трудный характер» на музыку Дмитрия Шостаковича
- 1977 — «Хореографический диалог» на музыку Ференца Листа
- 1981 — «Романс» на музыку Георгия Свиридова
- 1981 — «Блудный сын» на музыку Сергея Прокофьева
- 1981 — «Па-де-де» на музыку Джоаккино Россини
- 1981 — «Офелия» на музыку Бенедетто Марчелло
- 1981 — «Шаман» на музыку Белы Бартока
- 1983 — «Белый клоун» на музыку Эннио Морриконе
- 1984 — «Вечные игры» на музыку Клода Дебюсси
- 1987 — «Румынский танец еврейских цыган»
- 1990 — «Памяти Жерара Филипа» на музыку Франсиса Лея

### Другие работы
- Дмитрий Брянцев также ставил танцы в операх и драматических спектаклях, делал постановки для мюзик-холлов. Был режиссёром-постановщиком эпизода «Лето. Классический дивертисмент „Водворение муз“» спектакля-дивертисмента «Москва на все времена», посвящённого 850-летию основания города (7 сентября 1997 года, Лужники).

## Признание и награды
- 1976 — II премия Всесоюзного конкурса балетмейстеров в Москве.
- 1983 — Заслуженный деятель искусств РСФСР.
- 1989 — Народный артист РСФСР.
- 1996 — театральная премия «Золотая маска» за лучшую работу балетмейстера («Призрачный бал» на музыку Фредерика Шопена).
- 1997 — «Премия Москвы» в области литературы и искусства.
- 1998 — Орден «За заслуги перед Отечеством» IV степени (9 июля 1998 года) — за заслуги перед государством, большой вклад в укрепление дружбы и сотрудничества между народами, многолетнюю плодотворную деятельность в области культуры и искусства[11].